# Petrus Serén

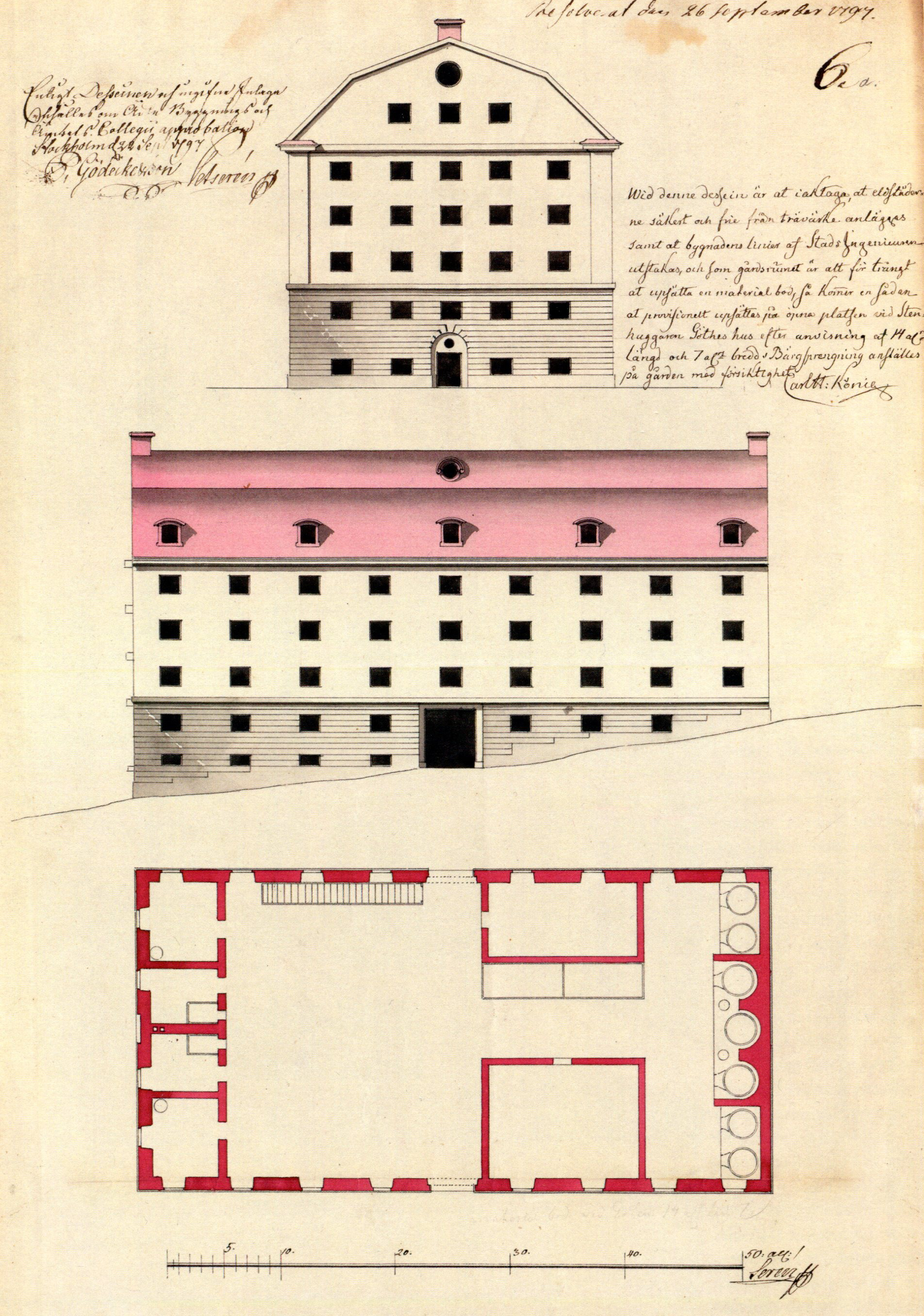
Petter Gödeckes sockerbruk i kvarteret Svalgången på Södermalm, 1797.

Petrus Serén, född 16 oktober 1755 i Katarina församling, död 12 augusti 1809 i Stockholm, var en svensk murmästare och arkitekt, verksam i Stockholm.

## Biografi
Serén blev antagen i Murmestare Embetet år 1785 och uppförde 18 nybyggnader i Stockholm mellan åren 1786 och 1809.  Han behövde inte utföra praktiskt prov, eftersom han varit på utrikes studieresa med stadsarkitekten i Stockholm, Erik Palmstedt, och var dennes elev och medarbetare. Serén titulerades även ”slottsbyggmästare”.  Hans mästerstycke är ett projekt från 1785 i den nyantika stilen. Han brukade signera sina ritningar Petserén eller Pet:Serén.
Till hans beställare hörde ofta välbeställda privatpersoner, exempelvis vid modernisering av en fastighet i kvarteret Flygaren (nuvarande kvarteret Svalgången) omkring 1790 och 1806.  Bygherre var slottsstenhuggaren J.A. Göthe. I samma kvarter mot Brännkyrkagatan ritade han 1797 industribyggnaden för sockerbruksidkaren Petter Gödecke. Huset revs i slutet av 1970-talet, medan Göthes hus står fortfarande kvar. Till Seréns arbeten hör även ritningar för Kristinehovs malmgård som han upprättade 1790. Som Erik Palmstedts medarbetare stod Serén för interiörritningar till danssalongen på Clas på Hörnet (1784) och troligen även för gestaltningen av orgelfasaden i Storkyrkan (1789).

## Övrigt
I Stockholms stadsarkiv förvaras omkring 10 ritningar av J.W. Elies. De ingår i Stockholms stads byggnadsritningar, en samling av cirka 2,5 miljoner historiska byggnadsritningar, som år 2011 utsetts av Unesco till världsminne.

## Arbeten i urval

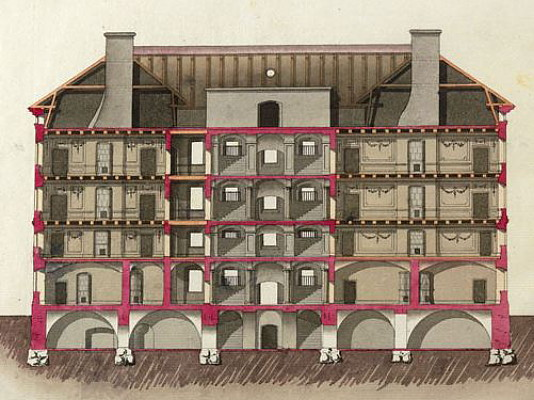
Petrus Seréns mästarstycke 1785.
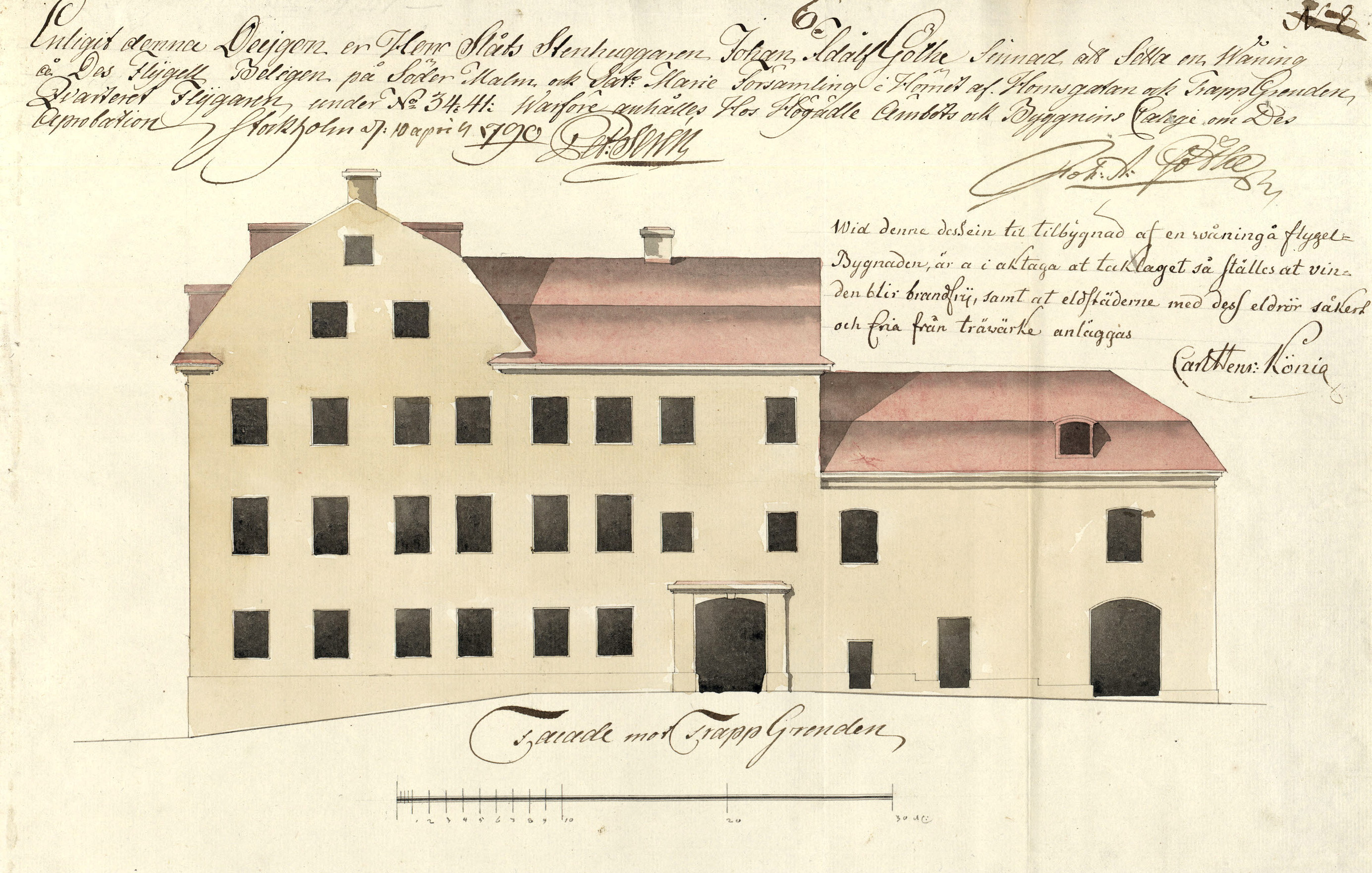
Byggnad i kvarteret Svalgången 1790. (Fasad mot Maria trappgränd)
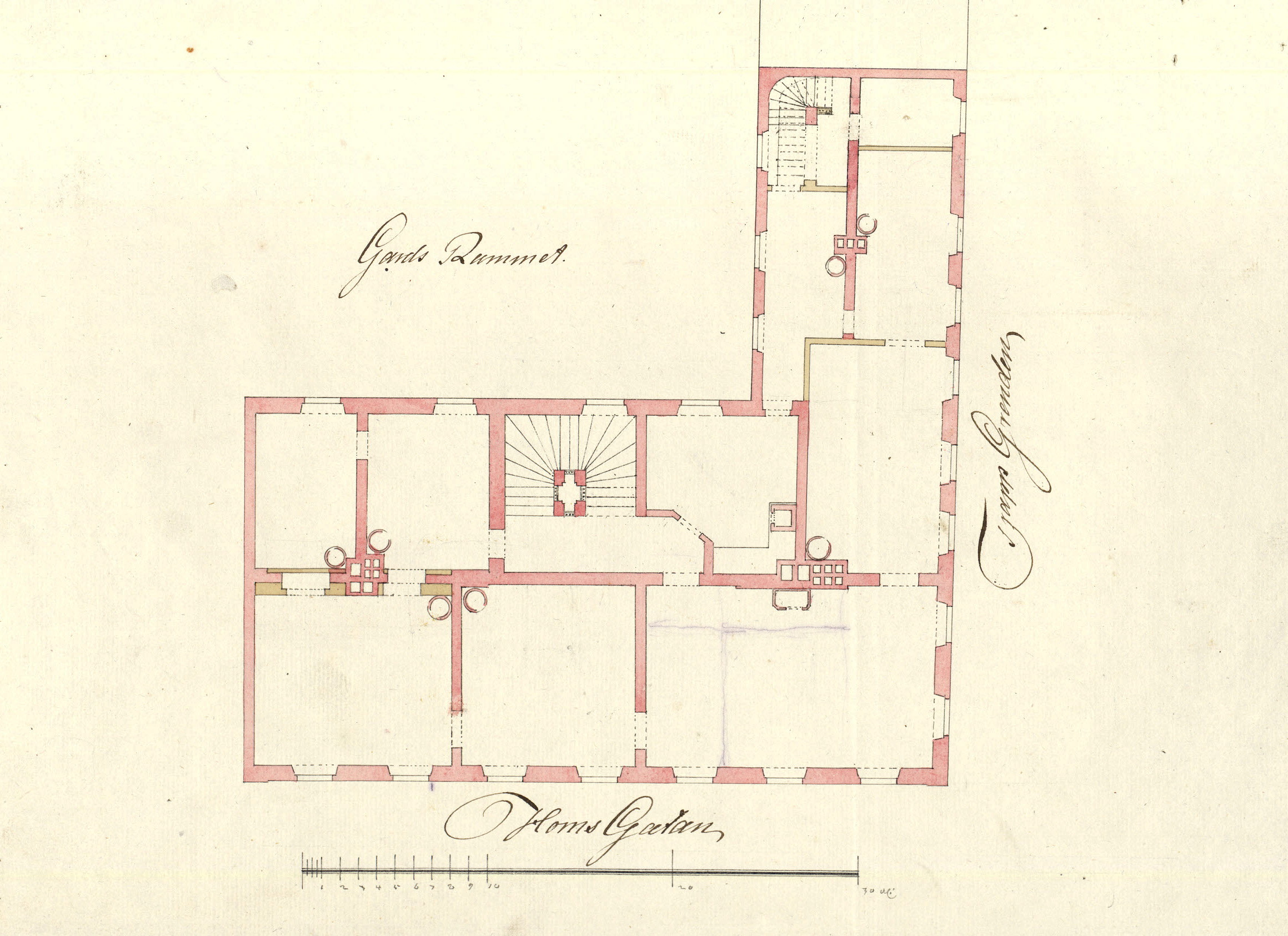
Byggnad i kvarteret Svalgången 1790. (Plan)
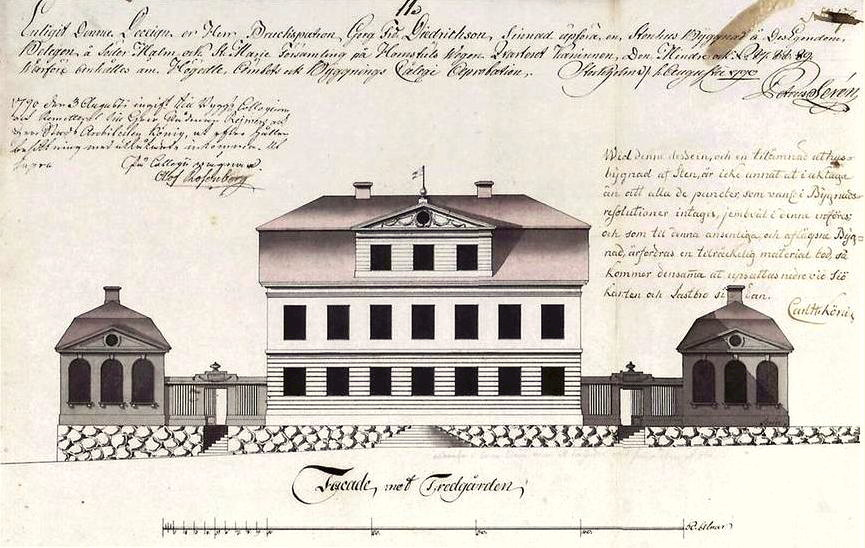
Kristinehovs malmgård, 1790.